# Dolphins Ancona 2019
Questa voce raccoglie le informazioni riguardanti i Dolphins Ancona nelle competizioni ufficiali della stagione 2019.

## Campionato I Divisione 2019

### Stagione regolare
| Arbitri: | Marcuccetti U. di Bari I. Conti L. Ferracuti S, d'Amato E. Moselli E. di Battista |

| |           | |
| Albertson 2':42" Q1 (TD) 5yd pass from Hughes III C. Brancaccio Q1 (pat) C. Brancaccio 3':42" Q2 (FG) 17yd | Marcatori | Malpeli Avalli 8':29" Q2 (TD) 23yd run M. Felli Q2 (pat) Malpeli Avalli 1':50" Q2 (TD) 15yd run M. Felli Q2 (pat) |

| Ciampino 17 marzo 2019, ore 17:00 | Ducks Lazio | 41 – 12 (9-6 14-6 12-0 6-0) referto                                                                   | Dolphins Ancona | C.S. Arnaldo Fuso (250 spett.) |
| V. Migliozzi 1':53" Q1 ( TD ) 3yd pass from T. Johnson G. Bianco Q1 ( pat ) Al. Sollevanti 5':37" Q1 ( saf ) PAT return L. Melchiorre 11':50" Q2 ( TD ) 5yd pass from T. Johnson G. Bianco Q2 ( pat ) L. Melchiorre 0':55" Q2 ( TD ) 8yd pass from T. Johnson G. Bianco Q2 ( pat ) L. Melchiorre 4':27" Q3 ( TD ) 10yd pass from T. Johnson M. Gentili 1':54" Q3 ( TD ) 25yd pass from T. Johnson T. Pozzebon 7':23" Q4 ( TD ) 6yd pass from T. Johnson Marcatori Albertson 5':37" Q1 ( TD ) 18yd pass from Hughes III Albertson 7':58" Q2 ( TD ) 13yd pass from Hughes III |             | |                 |                                |
| |             | |                 |                                |
| V. Migliozzi 1':53" Q1 (TD) 3yd pass from T. Johnson G. Bianco Q1 (pat) Al. Sollevanti 5':37" Q1 (saf) PAT return L. Melchiorre 11':50" Q2 (TD) 5yd pass from T. Johnson G. Bianco Q2 (pat) L. Melchiorre 0':55" Q2 (TD) 8yd pass from T. Johnson G. Bianco Q2 (pat) L. Melchiorre 4':27" Q3 (TD) 10yd pass from T. Johnson M. Gentili 1':54" Q3 (TD) 25yd pass from T. Johnson T. Pozzebon 7':23" Q4 (TD) 6yd pass from T. Johnson | Marcatori   | Albertson 5':37" Q1 (TD) 18yd pass from Hughes III Albertson 7':58" Q2 (TD) 13yd pass from Hughes III |                 |                                |

| Arbitri: | Sala A. Maghini Tomaz R. Rettani L. Ferracuti V. Vitelli A. Visconti |

|                                                      |           | |
| Me. Soltana 1':04" Q2 (TD) 16yd pass from Hughes III | Marcatori | Mitchell 6':43" Q2 (TD) 71yd punt return di Tunisi Q2 (pat) di Tunisi 3':57" Q3 (TD) 12yd pass from Zahradka P. Previtali Q3 (tpc) pass from Zahradka A. Raffaele 7':50" Q4 (TD) 1yd run di Tunisi Q4 (pat) Mitchell 4':05" Q4 (TD) 66yd pass from Zahradka di Tunisi Q4 (pat) |

| Arbitri: | F. Garlaschi A. Maghini Tomaz F. Monti A. Visconti D. Vitale N. Pizzorno |

| |           | |
| D. Ravaioli 5':00" Q1 (FG) 35yd Scaglia 9':48" Q3 (TD) 19yd run J. Flanders 6':56" Q3 (TD) 1yd run | Marcatori | C. Brancaccio 0':59" Q1 (FG) 24yd Albertson 8':34" Q3 (TD) 76yd pass from Hughes III C. Brancaccio Q3 (pat) Soltana 4':40" Q4 (TD) 21yd pass from C. Brancaccio Albertson Q4 (tpc) pass from Hughes III |

| Arbitri: | G. Rizzello Sala Tomaz A. Menotti S. d'Amato R. Buran A. Sartini |

| |           | |
| Fimiani 3':15" Q1 (TD) 37yd run W. Testa Q1 (pat) Germany 7':15" Q2 (TD) 6yd run W. Testa Q2 (pat) W. Testa 0':04" Q2 (FG) 38yd | Marcatori | C. Brancaccio 8':01" Q1 (TD) 14yd run Albertson 4':00" Q1 (TD) 22yd pass from Hughes III A. Nocera 2':08" Q2 (TD) 9yd pass from Hughes III Albertson Q2 (tpc) rush Albertson 1':51" Q2 (TD) 53yd pass from Hughes III C. Brancaccio 1':20" Q4 (FG) 21yd C. Brancaccio 0':47" Q4 (TD) 46yd run Albertson Q4 (tpc) pass from Hughes III |

| Arbitri: | Camossa A. Maghini Tomaz A. Ferrante Sala A. Ferrarini A. Sartini |

| |           | |
| I. Silot Pajan 8':06" Q1 (TD) 39yd run della Vecchia Q1 (pat) Simone 5':29" Q2 (TD) 31yd pass from D. Gahafer D. Valota 6':27" Q3 (TD) 1yd run della Vecchia Q3 (pat) Simone 0':33" Q3 (TD) 29yd pass from D. Gahafer della Vecchia Q3 (pat) Petrone 9':05" Q4 (TD) 29yd run della Vecchia Q4 (pat) D. Valota 1':24" Q4 (TD) 1yd run della Vecchia Q4 (pat) | Marcatori | Albertson 10':42" Q1 (TD) 70yd pass from Hughes III C. Brancaccio Q1 (pat) Albertson 3':54" Q1 (TD) 2yd run C. Brancaccio 0':00" Q3 (FG) 25yd Me. Soltana 10':27" Q4 (TD) 4yd pass from Hughes III Albertson 5':54" Q1 (TD) 47yd pass from Hughes III C. Brancaccio Q1 (pat) |

| Arbitri: | Zampedri U. di Bari E. di Battista E. Moselli Colombo B. Jovanovic L. Ferracuti |

|                                                                                                |           | |
| Soltana 2':10" Q2 (TD) 12yd pass from Hughes III 0':15" Q2 (TD) 3yd run C. Brancaccio Q2 (pat) | Marcatori | Nacita 9':09" Q1 (TD) 20yd run Nacita 4':10" Q1 (TD) 72yd run D. Vitti 0':03" Q1 (TD) 35yd pass frm Nacita 6':00" Q2 (TD) 69yd run Bonanno Q2 (tpc) pass from Hawthorne Nacita 11':50" Q4 (TD) 25yd pass from Hawthorne Carboni Q4 (tpc) pass from Hawthorne 8':40" Q4 (TD) 4yd run |

| Arbitri: | Sala R. Buran Tomaz A. Ferrarini A. Chiello N. Pizzorno S. Marià |

| |           | |
| S. Gatto 6':51" Q1 (TD) 16yd pass from Hughes III 1':57" Q3 (TD) 14yd run Hughes III 2':39" Q4 (TD) 10yd run | Marcatori | A. Mella 5':22" Q2 (TD) 3yd pass from M. Wright jr. A. d'Alice Q2 (pat) J. Salsa 0':51" Q2 (TD) 24yd pass from M. Wright jr. A. d'Alice Q2 (pat) A. Mella 9':00" Q3 (TD) 9yd pass from M. Wright jr. A. d'Alice Q3 (pat) A. d'Alice 5':19" Q4 (FG) 22yd |

## Statistiche di squadra
| Competizione | %Vittorie | In casa | In casa | In casa | In casa | In casa | In casa | In trasferta | In trasferta | In trasferta | In trasferta | In trasferta | In trasferta | Totale | Totale | Totale | Totale | Totale | Totale |
| Competizione | %Vittorie | G       | V       | N       | P       | Pf      | Ps      | G            | V            | N            | P            | Pf           | Ps           | G      | V      | N      | P      | Pf     | Ps     |
| ------------ | --------- | ------- | ------- | ------- | ------- | ------- | ------- | ------------ | ------------ | ------------ | ------------ | ------------ | ------------ | ------ | ------ | ------ | ------ | ------ | ------ |
| Campionato   | .250      | 4       | 0       | 0       | 4       | 47      | 107     | 4            | 2            | 0            | 2            | 96           | 114          | 8      | 2      | 0      | 6      | 143    | 221    |
| Totale       | .250      | 4       | 0       | 0       | 4       | 47      | 107     | 4            | 2            | 0            | 2            | 96           | 114          | 8      | 2      | 0      | 6      | 143    | 221    |

## Statistiche personali

### Marcatori
| Giocatore     | Ruolo | TD rush | TD recv | TD int | TD p.ret | TD k.ret | TD oth | Xp1 | Xp2 | FG | Saf | Totale |
| ------------- | ----- | ------- | ------- | ------ | -------- | -------- | ------ | --- | --- | -- | --- | ------ |
| Albertson     |       | 1       | 8       | 0      | 0        | 0        | 0      | 0   | 3   | 0  | 0   | 60     |
| C. Brancaccio |       | 2       | 0       | 0      | 0        | 0        | 0      | 5   | 0   | 4  | 0   | 29     |
| Soltana       |       | 0       | 4       | 0      | 0        | 0        | 0      | 0   | 0   | 0  | 0   | 24     |
| Hughes III    |       | 3       | 0       | 0      | 0        | 0        | 0      | 0   | 0   | 0  | 0   | 18     |
| S. Gatto      |       | 0       | 1       | 0      | 0        | 0        | 0      | 0   | 0   | 0  | 0   | 6      |
| A. Nocera     |       | 0       | 1       | 0      | 0        | 0        | 0      | 0   | 0   | 0  | 0   | 6      |

### Passer rating
| Giocatore  | G | Att | Comp | Int | Yds  | TD | NFL   | NCAA   |
| ---------- | - | --- | ---- | --- | ---- | -- | ----- | ------ |
| Hughes III | 8 | 203 | 117  | 4   | 1452 | 14 | 94,69 | 136,54 |
| Albertson  | 8 | 2   | 1    | 0   | 27   | 0  | 95,83 | 163,40 |
| Soltana    | 6 | 1   | 0    | 0   | 0    | 0  | 39,58 | 0,00   |